# The Radiators from Space
A The Radiators from Space egy ír punkegyüttes.

## Története
1976-ban alakultak meg Dublinban. Az eredeti tagok Philip Chevron, Pete Holidai, Steve Rapid, Jimmy Crashe és Mark Megaray voltak. A zenekar a korai punk rock zenekarok közé tartozik. Lemezeiket a Chiswick Records kiadó jelenteti meg karrierjük kezdetétől fogva. 1977-ben jelentették meg legelső stúdióalbumukat. Második nagylemezük 1979-ben került a boltok polcaira, "The Radiators" néven. 1981-ben feloszlottak. Philip Chevron a The Pogues együtteshez csatlakozott. 1987-től 1989-ig megint aktivizálta magát a zenekar, egy pár koncert erejéig újból összeálltak. A zenekar 2004 óta újból aktív. 2006-ban és 2012-ben is megjelentettek egy új nagylemezt.
Az évek során áttértek a "lágyabb" új hullámos (new wave) műfajra is. Később már csak "The Radiators" néven folytatták pályafutásukat.

## Tagok
Jelenlegi tagok
- Pete Holidai
- Steve Rapid
- Johnny Bonnie
- Enda Wyatt

Volt tagok
- Mark Megaray
- Nick Hurt
- Neil Whiffen
- Billy Morley
- Jimmy Crashe
- Cait O'Riordan
- Jesse Booth
- Philip Chevron

## Diszkográfia
- TV Tube Heart (1977)
- Ghostown (1979)
- Trouble Pilgrim (2006)
- Sound City Beat (2012)

## Egyéb kiadványok
EP-k
- Television Screen 2004
- The Summer Season (2005)